# Henry Thomas Hope
Pour les articles homonymes, voir Hope.
Henry Thomas Hope, né le 30 avril 1807 à Londres et mort le 4 décembre 1862 dans sa ville natale, est un homme politique, homme d'affaires et amateur d'art britannique.

## Biographie

### Famille

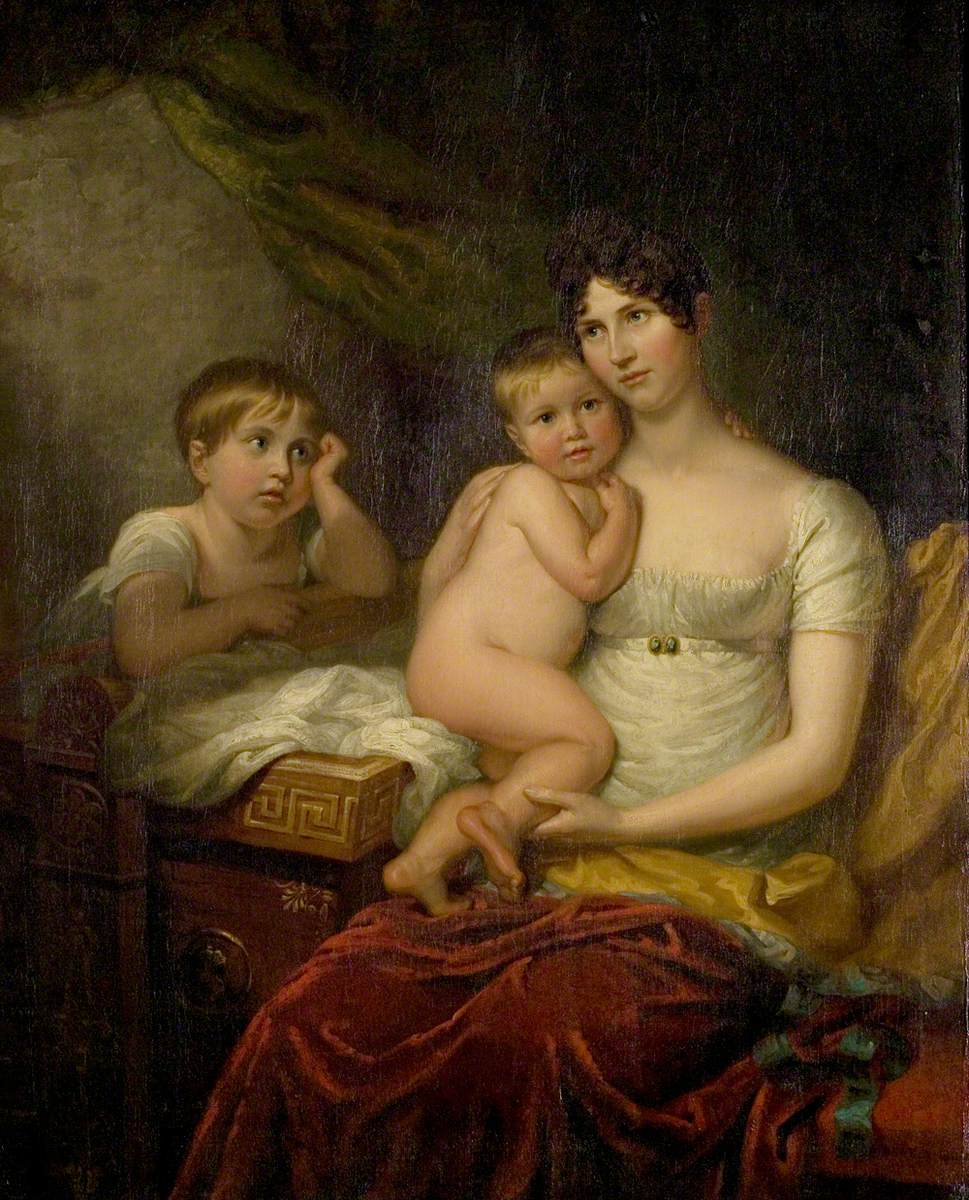
Portrait de Mme Hope et de ses fils, par George Dawe (vers 1811). Henry est représenté à gauche.

Henry Thomas Hope est né le 30 avril 1807 au domicile parental de Duchess Street, à Londres. Sa mère, Louisa Beresford (vers 1783-1851), est la fille de William Beresford, archevêque anglican de Tuam, élevé en 1812 à la pairie d'Irlande en tant que baron Decies. Son père est le collectionneur Thomas Hope, héritier d'une famille d'origine écossaise qui a fait fortune aux Pays-Bas avec la maison de banque Hope and Company.
Neveu d'Henry Philip Hope, dont il hérite du célèbre diamant bleu en 1839, Henry Thomas Hope est le frère aîné d'Adrian John Hope (d) (1811-1863) et d'Alexander James Beresford-Hope (1820-1887).
En 1851, à Alverstoke (en) (Hampshire), Henry Thomas Hope épouse Anne-Adèle Bichat (18..-1884, nièce du célèbre médecin français Xavier Bichat), dont il reconnaît la fille, Henrietta Adela (1843-1913). Celle-ci se marie en 1861 avec un aristocrate décavé, Henry Pelham-Clinton (1834-1879), 13e comte de Lincoln, qui deviendra le 6e duc de Newcastle trois ans plus tard. Cette union permettait de redorer le blason du comte de Lincoln tout en compensant les tentatives infructueuses de Hope et de ses parents pour faire accéder leur famille à la pairie du Royaume-Uni.

### Formation et carrière politique
Après avoir été élève au collège d'Eton, Henry Thomas Hope étudie à partir de 1825 à Cambridge, au Trinity College, dont il sort Bachelor of Arts en 1829.
Il se lance aussitôt en politique, en s'engageant parmi les Tories, qui fonderont en 1834 le Parti conservateur. En 1829, il est ainsi élu député tory de la circonscription de Looe-Est, dans les Cornouailles, où son père vient d'acquérir la propriété de Trenant Park (en).
Entre mars et novembre 1830, il détient l'un des offices de garçon de chambre du roi.
Il est réélu en 1830 et 1831, mais sa circonscription est supprimée en 1832 par le Reform Act.
Après deux candidatures infructueuses, la première lors des élections générales de 1832, défavorables à son parti, et la seconde lors de l'élection partielle de mars 1833 dans la circonscription de Marylbone, il remporte le mois suivant un siège dans la circonscription de Gloucester. Réélu trois fois, il est battu lors des élections générales de 1841, pourtant remportées par les conservateurs au niveau national. Après avoir retrouvé son siège à l'occasion des élections générales de 1847, il est à nouveau battu lors de celles de 1852 puis lors d'une élection partielle en 1853.
À la Chambre des communes, Hope votait avec les Tories sur les questions politiques mais il se séparait d'eux sur les questions économiques.

### Activités économiques

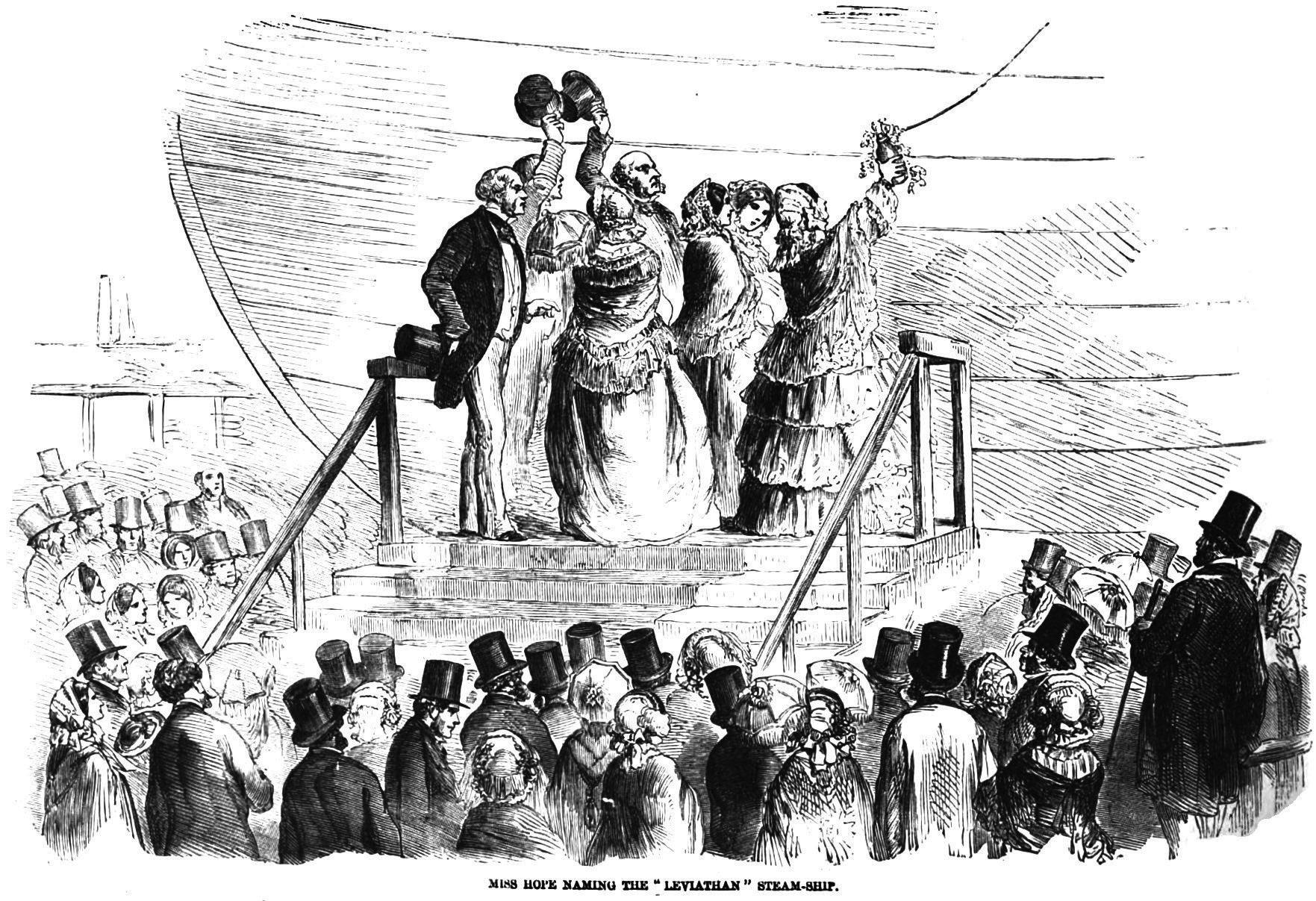
Le baptême du Leviathan (Great Eastern) par Miss Hope. Gravure de 1857.

Hope est également connu en tant que chairman de l'Eastern Steam Navigation Company, pour laquelle il fait construire entre 1854 et 1858 le plus grand paquebot au monde, le Leviathan (ou Great Eastern), œuvre de l'ingénieur Isambard Kingdom Brunel.
Il est également membre du conseil d'administration de la Compagnie du chemin de fer de Charleroi à la frontière de France, concessionnaire de plusieurs lignes de chemin de fer en Algérie et directeur de la London and Westminster Joint Stock Bank.

### Propriétés et mécénat
Outre une riche collection d’œuvres d'art, Hope hérite de son père la demeure londonienne de Duchess Street, un manoir à Hampnett, ainsi que le manoir de Deepdene à Dorking (Surrey), duquel il tient le titre d’Esquire. Après l'avoir fait transformer entre 1835 et 1841 dans un style italianisant par les architectes Alexander Roos (en) et Thomas Liddell, il y accueille notamment son ami Benjamin Disraeli, qui y rédige Coningsby (en) au début des années 1840, ainsi que le comte de Montemolín, prétendant carliste au trône d'Espagne, en 1846.
Henry Thomas Hope habitait aussi un grand hôtel particulier londonien. Situé au no 116 de Piccadilly, à l'angle de Down Street, ce luxueux bâtiment avait été élevé pour lui entre 1847 et 1849 par les architectes Thomas Leverton Donaldson et Pierre-Charles Dusillion. Cette demeure londonienne et celle de Deepdene ont été détruites au siècle suivant.
Hope possédait également un château à Castleblayney, en Irlande, qu'il avait acquis en 1853.

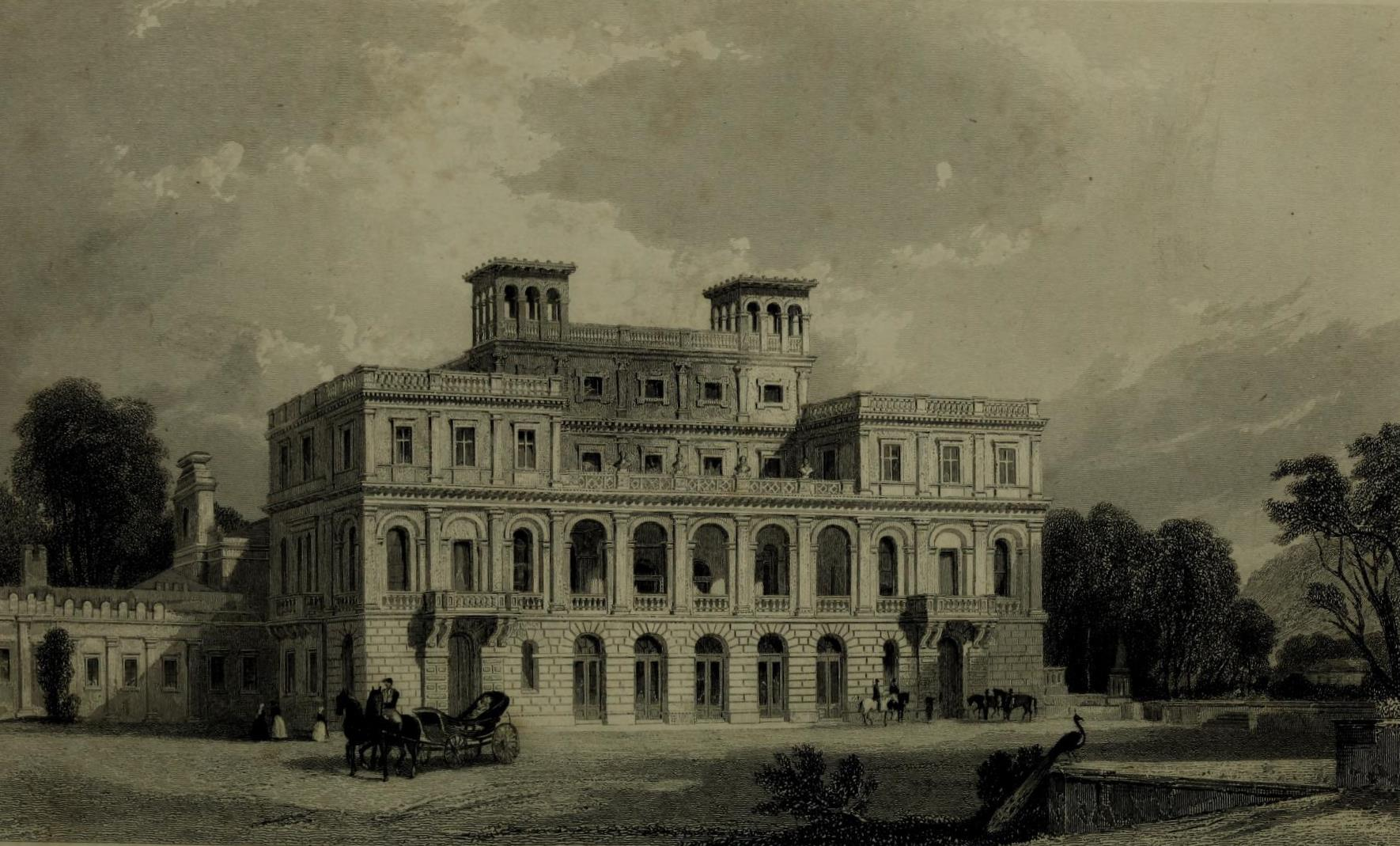
Château de Deepdene à Dorking (1850).
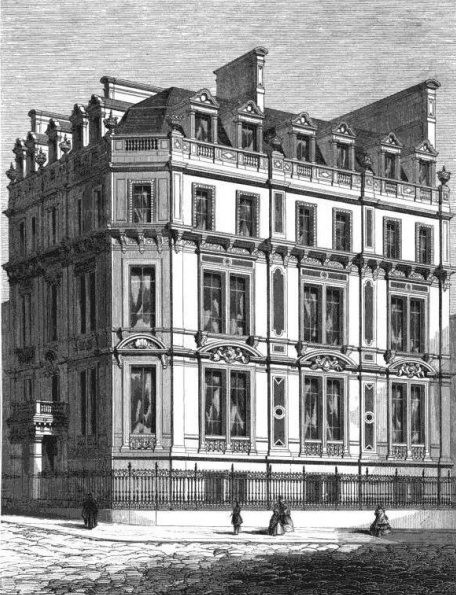
Hôtel Hope à l'angle de Piccadilly et de Down Street (1849).
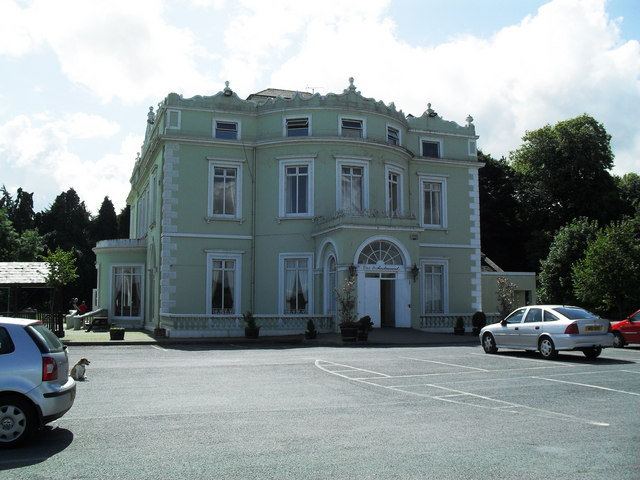
Château de Castleblayney.

Comme son père avant lui, Hope a été le vice-président de la Society of Arts ainsi que le mécène de nombreux artistes, dont le peintre Benjamin Haydon. Il était également membre de l'Art Union of London (en) et de la Royal Botanic Society. Comptant parmi les organisateurs de l'Exposition universelle de 1851, il fut l'un des jurés de la 23e classe (joaillerie). C'est à cette occasion qu'il commanda à Jean-Valentin Morel une coupe en jaspe sanguin, or repoussé et émaillé, argent doré et émail. La coupe Hope, considérée comme un chef-d'œuvre de l'art lapidaire du 19e siècle, fut présentée à l'Exposition universelle de 1855, à Paris. La coupe Hope a été achetée par le Musée d'Orsay chez Sotheby's en février 2024.